# 키스마이GAME
《키스마이GAME》(일본어: キスマイＧＡＭＥ)은 2015년 3월 31일부터  TV 아사히 계열에서 방송 될 예정인 버라이어티 프로그램이다.

## 개요
《Kis-My-Ft2 presents 오피스러닝 버라이어티 OL클럽》에 이은 Kis-My-Ft2의 관 프로그램이다. 

술래잡기, 숨바꼭질, 깡통차기, 수건 돌리기, 실뜨기…

그런 옛날 추억의 놀이를 다양한 전문가들이 프로듀스해, 2015년 최신판의 놀이로 버전 업!

## 출연자
- Kis-My-Ft2 외

## 방송 내용
| 회 | 방송일          | 내용                                                        | 비고 |
| -- | --------------- | ----------------------------------------------------------- | ---- |
| 1  | 2015년 3월 31일 | 오뚜기가 넘어졌다(무궁화 꽃이 피었습니다)를 버전 업! (예정) |      |